# The Journal Gazette
The Journal Gazette est un journal quotidien publié toute la semaine à Fort Wayne en Indiana.